# Затьмарені
Затьмарені, асрава — (санскр. आस्रव, āsrava IAST, палі: asava) клас дгарм, що характеризується затьмареністю, пристрастями. У перекладі В. І. Рудого: «з припливом аффективности».
Згідно з однією з класифікацій в абгідгармічні філософії усі дгарми можна розділити на два класи: затьмарені і незатьмарені.
Синонімом терміна «затьмарені» є поняття «клеші» (санскр. क्लेश, kleśa IAST) — «причина страждань».